# Jüdischer Friedhof (Drahonice)
Koordinaten: 50° 8′ 38,3″ N, 13° 21′ 5,3″ O

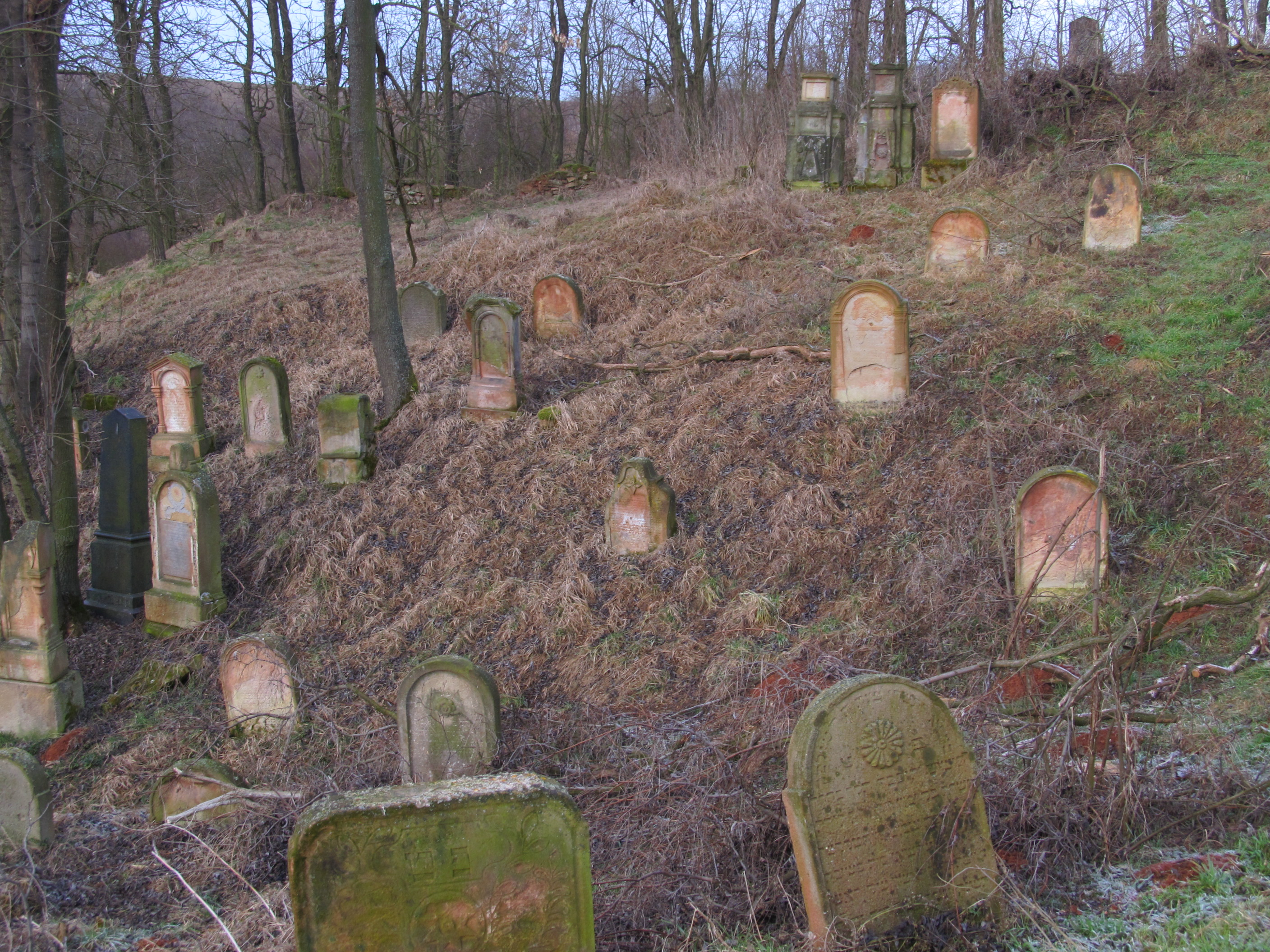
Jüdischer Friedhof in Drahonice

Der Jüdische Friedhof in Drahonice (deutsch Lubens, auch Lubenz), einem Ortsteil der tschechischen Gemeinde Lubenec im Okres Louny des Ústecký kraj, wurde wohl im 15. oder 16. Jahrhundert angelegt. Der jüdische Friedhof befindet sich an einem Abhang außerhalb des Ortes.
Wann der Friedhof mit Grabsteinen (Mazevot) aus dem 16. Jahrhundert angelegt wurde, ist nicht bekannt.